# Jean Bardol
Jean Bardol, né le 6 mai 1923 à Équihen-Plage et mort le 15 mars 2004 à Saint-Martin-Boulogne, est un homme politique français.

## Biographie
Issu d'un milieu modeste, Jean Bardol devient instituteur.
Résistant dans les Francs-tireurs et partisans (FTP), il est chef de groupe puis chef de détachement, décoré de la croix de guerre avec étoile d’argent. Il adhère au Parti communiste français en octobre 1944.
Jean Bardol est conseiller général du canton de Samer de 1951 à 1958 et de 1982 à 2001, sénateur du Pas-de-Calais de 1958 à 1973.
Élu député dans la 5e circonscription du Pas-de-Calais en 1973, il démissionne de son mandat de sénateur au profit de Léandre Létoquart. Il est réélu en 1978.
En outre, Jean Bardol est maire de Saint-Etienne-au-Mont de 1971 à 1990.
Ses mémoires, intitulés Un train de sénateur, sont publiés en 1999.

## Détail des fonctions et des mandats
- 8 juin 1958 - 1er avril 1973 : Sénateur du Pas-de-Calais
- 1973-1981 : Député du Pas-de-Calais

## Distinctions
- Croix de guerre 1939-1945 avec étoile d'argent.
- Chevalier de la Légion d'honneur Médaille remise en 1998 par Michelle Demessine alors secrétaire d'État au Tourisme[4].